# Minnewaterkliniek

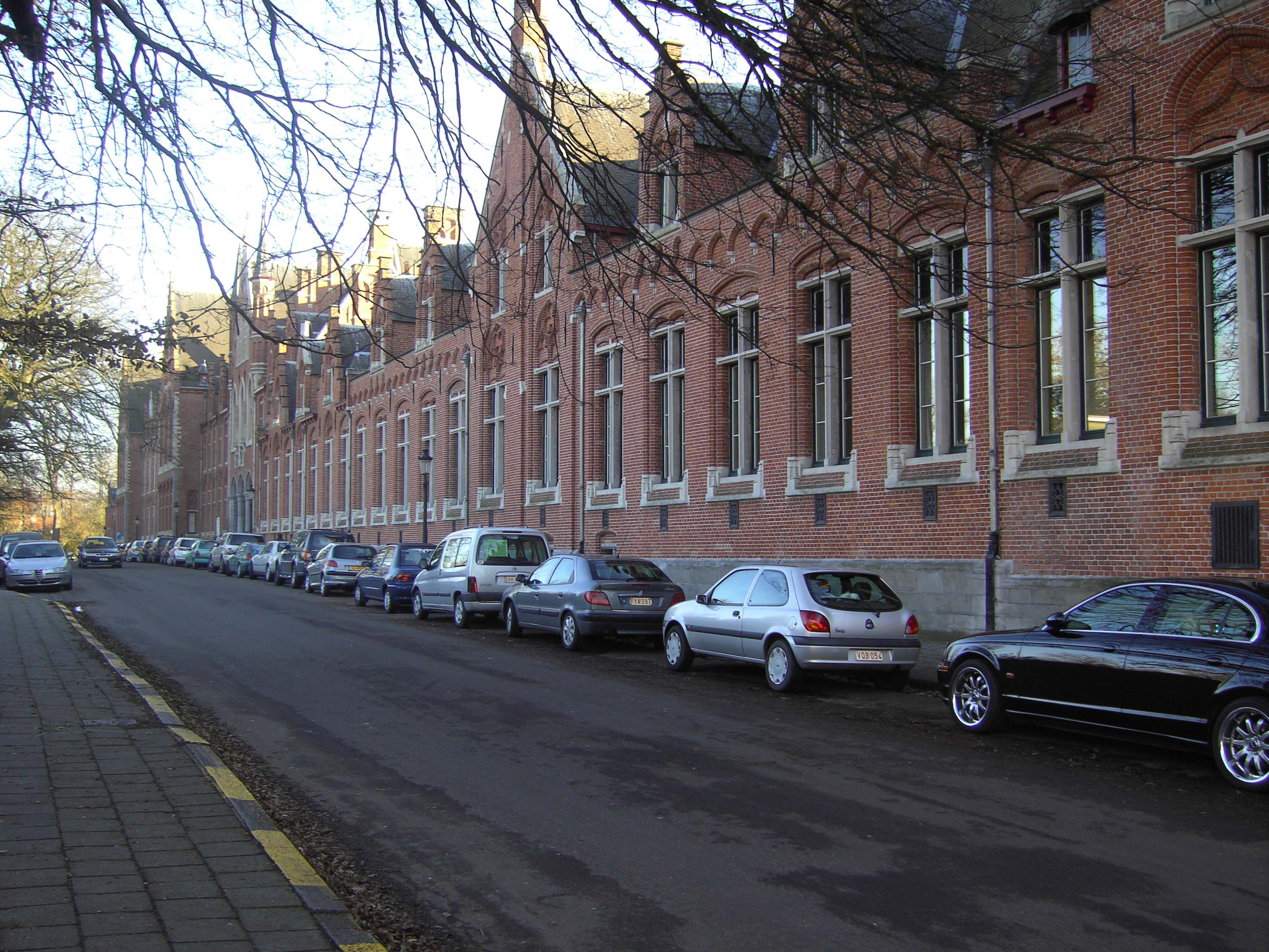
De Minnewaterkliniek.

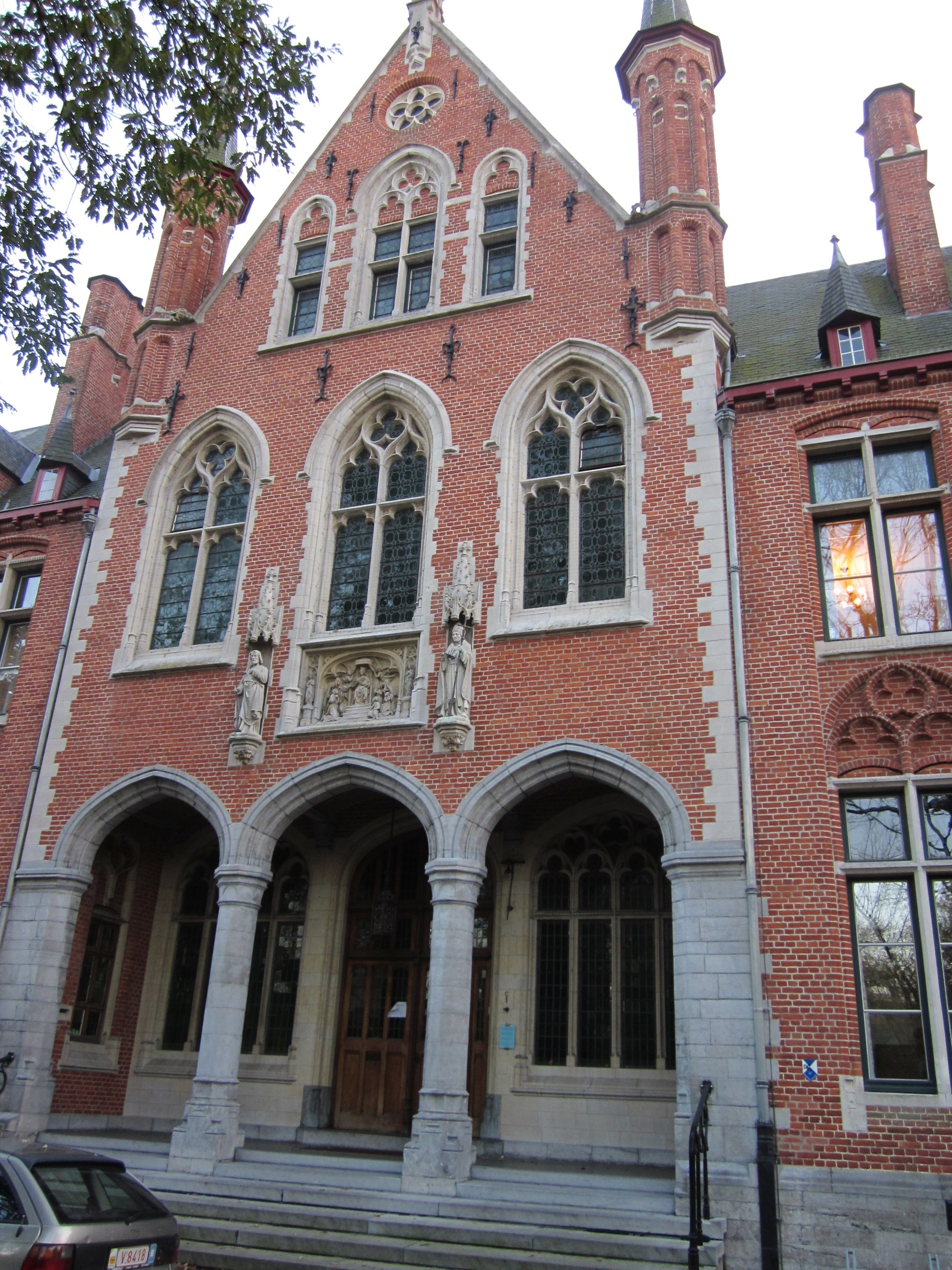
Ingang van de kliniek

De Minnewaterkliniek is een voormalig katholiek ziekenhuis in de Belgische stad Brugge, gelegen aan de huidige Prof. Dr. J. Sebrechtsstraat, voorheen Gasthuisstraat. Het gebouw heeft een lengte van 175 meter, even lang als de straat zelf, en werd opgetrokken in neogotische stijl.

## Vrouwen
In 1881 kreeg de architect Louis Delacenserie van de Commissie voor Burgerlijke Godshuizen, de voorloper van het huidige OCMW, de opdracht een nieuwe kliniek te bouwen. Waar men in eerste instantie dacht aan behoeftige vrouwen en arme kinderen, kreeg alleen de eerste groep toegang tot het gebouw dat in 1892 werd geopend. De instelling heette aanvankelijk Sint-Antoniusgesticht en de verzorging gebeurde door de Zusters van Liefde.
Tijdens de Eerste Wereldoorlog diende men het gebouw in 1917 te verlaten en werd het bezet door de Duitsers, na de oorlog keerden de Zusters van Liefde terug.

## Operatiekwartier
In 1933 verlieten de zusters de Minnewaterkliniek en kregen de patiënten een ander onderkomen. Prof. Dr. Joseph Sebrechts had namelijk het idee dit gebouw te gebruiken als operatiekwartier, als uitbreiding van het naburige Sint-Janshospitaal. De plannen werden gedwarsboomd door de Tweede Wereldoorlog en de heelkundige dienst werd er pas in gebruik genomen in 1947.
In 1977 kwam ook hieraan een einde door de verhuis naar het nieuwe AZ Sint-Jan. Nu fungeert het als woon- en verzorgingscentrum met daarbij een palliatieve afdeling.